# Pawel Dubizki
Pawel Borissowitsch Dubizki (russisch Павел Борисович Дубицкий, engl. Transkription Pavel Dubitskiy; * 27. August 1982 in Kokschetaw, Kasachische SSR, UdSSR) ist ein ehemaliger kasachischer Leichtathlet, der sich auf den Zehnkampf spezialisiert hat. Er siegte 2005 bei den Hallenasienspielen im Siebenkampf und wurde 2004 und 2006 Hallenasienmeister.

## Sportliche Laufbahn
Erste Erfahrungen bei internationalen Meisterschaften sammelte Pawel Dubizki im Jahr 1999, als er bei den Jugendweltmeisterschaften in Bydgoszcz mit übersprungenen 2,10 m den vierten Platz im Hochsprung belegte. Anschließend gelangte er auch bei den Juniorenasienmeisterschaften in Singapur mit 2,12 m auf Rang vier. Im Jahr darauf belegte er bei den Juniorenweltmeisterschaften in Santiago de Chile mit 6998 Punkten den siebten Platz im Zehnkampf und 2001 siegte er mit 7051 Punkten bei den Juniorenasienmeisterschaften in Bandar Seri Begawan, ehe er seinen Wettkampf bei der Sommer-Universiade in Peking vorzeitig beenden musste. 2003 belegte er bei den Studentenweltspielen in Daegu mit 7693 Punkten den siebten Platz und gewann dann bei den Asienmeisterschaften in Manila mit 7604 Punkten die Silbermedaille hinter dem Usbeken Vitaliy Smirnov. Zudem siegte er bei den Zentralasienspielen in Duschanbe mit 2,05 m im Hochsprung. Im Jahr darauf siegte er bei den erstmals ausgetragenen Hallenasienmeisterschaften in Teheran mit 5570 Punkten im Siebenkampf. 2005 musste er bei den Asienmeisterschaften in Incheon seinen Wettkampf vorzeitig beenden und anschließend siegte er mit 5549 Punkten bei den Hallenasienspielen in Bangkok im Siebenkampf. Im Jahr darauf verteidigte er bei den Hallenasienmeisterschaften in Pattaya mit 5619 Punkten seinen Titel im Siebenkampf und bei den Asienspielen in Doha belegte er mit 7374 Punkten den fünften Platz im Zehnkampf. 2007 musste er bei den Asienmeisterschaften in Amman erneut vorzeitig aufgeben, wie auch bei den Hallenasienmeisterschaften 2008 in Doha. 2007 gewann er jedoch bei den Hallenasienspielen in Macau mit 5432 Punkten die Silbermedaille im Siebenkampf hinter dem Inder P. J. Vinod. Bei den Hallenasienspielen 2009 in Hanoi musste er seinen Wettkampf erneut vorzeitig beenden und beendete daraufhin seine aktive sportliche Karriere im Alter von 27 Jahren.
In den Jahren 2003 und 2005 sowie 2007 und 2009 wurde Dubizki kasachischer Meister im Zehnkampf.

## Persönliche Bestleistungen
- Hochsprung: 2,17 m, 27. Mai 2000 in Almaty
  - Hochsprung (Halle): 2,19 m, 7. Februar 2003 in Qaraghandy
- Zehnkampf: 7693 Punkte, 29. August 2003 in Daegu
  - Siebenkampf (Halle): 5634 Punkte, 8. Februar 2003 in Qaraghandy